# Partido Social Cristiano (Brasil)

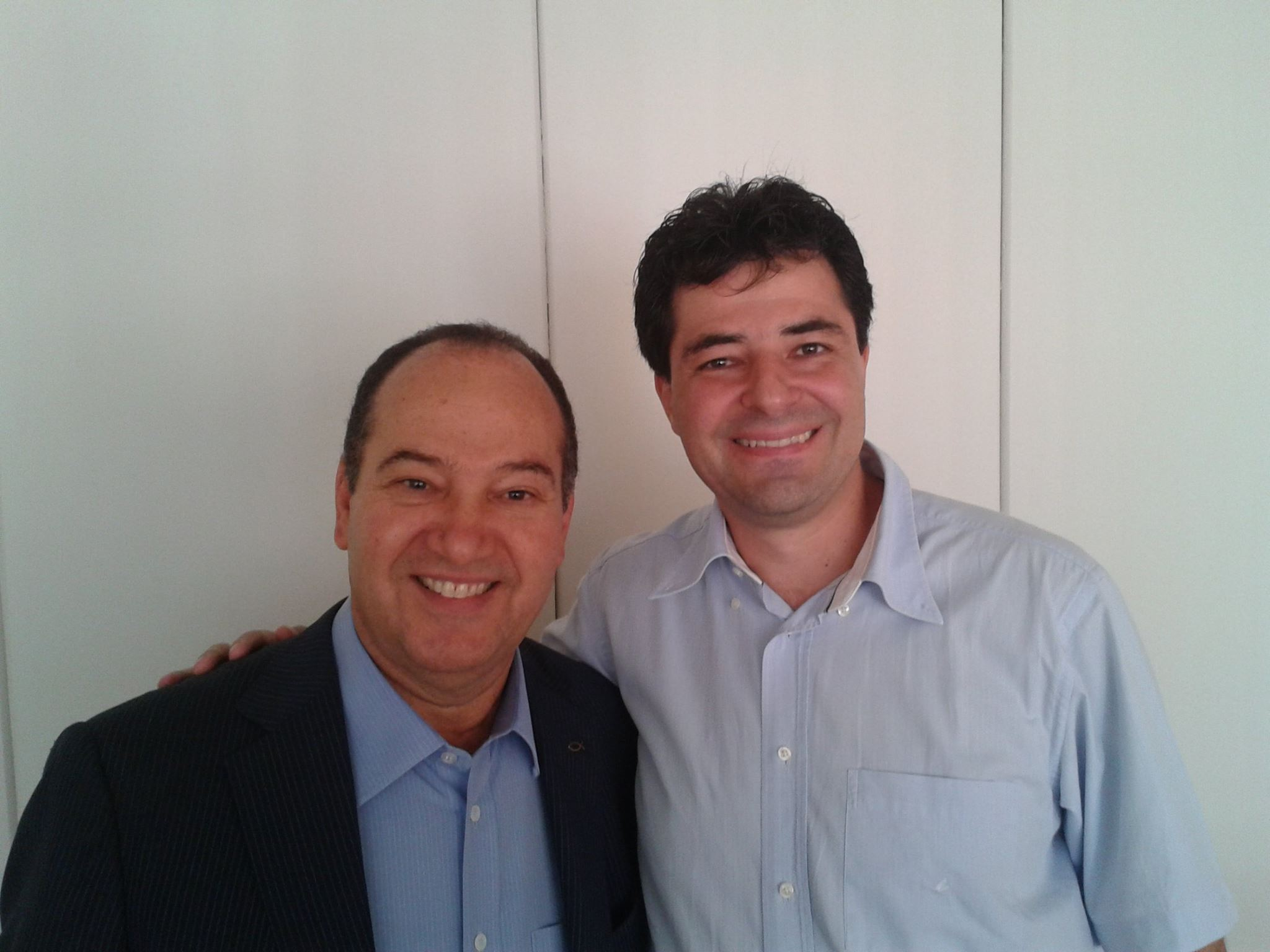
Pastor Everaldo.

El Partido Social Cristiano (en portugués: Partido Social Cristão, PSC) fue un partido político de Brasil, que se fundó en 1985, aunque no obtuvo registro definitivo hasta el 29 de marzo de 1990. Su código electoral es el número 20. Su primer líder fue Geraldo Bulhões, entonces gobernador de Alagoas, y su actual presidente es Everaldo Pereira.

## Historia
La historia del PSC comenzó en 1970, con la creación del PDR (Partido Democrático Republicano). En 1985, tras la caída de la dictadura militar, Vítor Nosotros se dio continuidad al trabajo de la sigla, con la fundación del PSC. En 1989, se alió al PST, PTR y PRN, en la coalición denominada "Brasil Novo" que llevó a la victoria a Fernando Collor de Mello. Obtuvo registro definitivo en el Tribunal Superior Electoral (TSE) en 1990. 
En las elecciones legislativas del 2002 obtuvo un único diputado. Cuatro años después casi cuadriplicó sus votos, obteniendo nueve diputados.
Su actual presidente, Everaldo Pereira, fue candidato a la Presidencia de la República en 2014. En las elecciones presidenciales de 2018, tras la salida de Jair Bolsonaro del partido, el PSC apoyó la candidatura de Álvaro Dias, miembro del partido Podemos.

## Dirigentes destacados
Entre sus dirigentes más destacados se encuentra el presidente nacional Everaldo Pereira, el exsenador Virgínio de Carvalho, el exdiputado federal Régis de Oliveira y más recientemente el diputado federal Jair Bolsonaro, precandidato del PSC a la Presidencia de la República en 2018.
También figuran en sus filas en el estado de São Paulo Eduardo Bolsonaro, hijo de Jair Bolsonaro. En São Paulo, su presidente y diputado estadual es Gilberto Nascimento. Otro nombre destacado del partido es el diputado y pastor Marco Feliciano. En Mato Grosso, el Diretório Estadual está presidido por José Magalhães. En la región de Tangará da Serra, su presidente es el médico Renato Gama. En Minas Gerais, el PSC está presidido por el diputado estadual Noraldino Junior, y en Belo Horizonte está presidido por Douglas Batista de Morais. En Santa Catarina, preside el partido el exdiputado Adelor Vieira. En el estado de Paraná, el diputado y pastor Hidekazu Takayama (ex-PAN); en el estado de Paraíba, el exsenador Marcondes Gadelha y su hijo, diputado federal suplente, Leonardo Gadelha; en Sergipe, destacan el senador Eduardo Amorim y el diputado federal André Moura. En el estado de Maranhão, el exdiputado federal Costa Ferreira y en el estado de Bahía, el diputado federal y cantante evangélico Irmão Lázaro.

## Ideología
El Partido Social Cristiano se asocia a menudo con la corriente evangélica conservadora.
El PSC es conservador en cuestiones sociales, y se opone al derecho al aborto, al matrimonio de parejas del mismo sexo y a la legalización de la marihuana. En materia económica, el partido tiene una orientación liberal, apoyando un sistema de libre mercado y la privatización de empresas públicas. También tiene un discurso anticomunista.

## Controversias
El PSC causó polémica al presentar un candidato abiertamente neonazi en las elecciones legislativas de 2016 en Río de Janeiro.
Varios dirigentes del partido fueron detenidos o destituidos en agosto de 2020 por corrupción, entre ellos Everaldo Pereira (presidente nacional del PSC) y Wilson Witzel (gobernador de Río de Janeiro).